# Bracon instabilis
Bracon instabilis är en stekelart som beskrevs av Marshall 1897. Bracon instabilis ingår i släktet Bracon och familjen bracksteklar. Arten är reproducerande i Sverige. Inga underarter finns listade.